# Шаталин, Николай Николаевич
Никола́й Никола́евич Шата́лин (1904—1984) — советский партийный и государственный деятель. Член партии с 1925 года. Кандидат в члены ЦК КПСС (1952—1953), член ЦК КПСС (1953—1956). Секретарь ЦК КПСС (6.3.1953—8.3.1955). Член Оргбюро ЦК ВКП(б) (18.3.1946—5.10.1952). Член ЦРК ВКП(б) (1939—1952). Депутат Верховного Совета СССР 4 созыва.

## Биография
Родился 3 (16) декабря 1904 года в семье крестьянина в селе Чернево Зарайского уезда Рязанской губернии (ныне Зарайского района Московской области).
В 1920—1923 гг. служил в рядах РККА. С 1923 по 1929 год на комсомольской, советской и преподавательской работе в Каширском уезде Московской губернии.
Окончил Московский государственный педагогический институт им. А.С. Бубнова (1933).
Затем работал начальником политотдела одного из совхозов Красноярского края.
В 1935—1938 гг. учился в аспирантуре, преподавал, работал в деканате, исполнял обязанности директора Московского государственного педагогического института.
С 1938 г. — в аппарате ЦК ВКП(б): инструктор, заместитель заведующего отделом руководящих партийных органов, с 31.3.1939 по 11.11.1944 — 1-й заместитель начальника управления кадров. В 1946—1950 годах — инспектор ЦК ВКП(б).
С 1947 — главный редактор журнала «Партийная жизнь», затем первый секретарь Хабаровского крайкома ВКП(б). С 1950 г. — заведующий отделами ЦК партии: планово-финансовым и по подбору и по распределению кадров.
В 1939—1952 — член Центральной ревизионной комиссии ВКП(б). В 1946—1952 — член Оргбюро ЦК ВКП(б). В 1952—1953 — кандидат в члены ЦК КПСС.
После смерти И. В. Сталина на Пленуме ЦК КПСС 14.03.1953, как креатура Г. М. Маленкова, получил аппаратное повышение — переведён из кандидатов в члены ЦК КПСС, избран секретарем ЦК КПСС, в этом качестве курировал административные органы, прежде всего органы государственной безопасности, функции которых в короткий период с 05.03.1953 по 13.03.1954 осуществляло МВД СССР.
Одновременно с 01.07.1953 1-й заместитель министра внутренних дел СССР, но фактически к работе не приступил и вместо него 30.07.1953 года на эту должность был назначен К. Ф. Лунёв.
В МВД СССР Шаталин играл роль представителя ЦК партии, как бы чрезвычайного комиссара, без которого не решался ни один вопрос. Предполагалось, что, возможно, Шаталин станет министром внутренних дел СССР, но вследствие борьбы за власть, происходившей внутри правящего дуумвирата, сложившегося в 1953 году, а именно между Г. М. Маленковым и Н. С. Хрущёвым, данное решение не состоялось.
После того, как Хрущёв одержал победу в борьбе за власть, завершившуюся отставкой 08.02.1955 Маленкова с поста председателя Совета Министров СССР, Шаталин был незамедлительно отправлен подальше от Москвы. В 1955—1956 гг. — первый секретарь Приморского крайкома КПСС. В 1956—1958 гг. — заместитель министра Госконтроля СССР, в 1958—1959 гг. — в аппарате Совета Министров СССР и Совета Министров РСФСР.
С 1960 года — персональный пенсионер союзного значения, но одновременно работал заместителем директора Научно-исследовательского института планирования и нормативов при Госплане СССР.
Младший брат — С. Н. Шаталин. Племянник — академик С. С. Шаталин.
Умер в Москве 3 июня 1984 года. Похоронен на Кунцевском кладбище.

## Участие в чистке МВД СССР
Руководил обыском в служебном кабинете арестованного Л. П. Берии и выемкой документов из его личного сейфа.
15.07.1953 г. выступил на закрытом собрании партийного актива руководящего состава МВД с объяснением причин ареста Л. П. Берии и исключения его из партии. Говорил, что для усыпления бдительности Л. П. Берии ЦК КПСС сознательно пошел на обман, принимая заведомо ложные решения и отдавая соответствующие неправильные распоряжения, так как «совсем непросто было спланировать и провести арест такого злодея». По словам участника собрания генерала П. А. Судоплатова, эти объяснения для них, профессионалов, звучали наивно и по-детски беспомощно. По воспоминаниям П. А. Судоплатова

Шаталин сообщил, что начальник отделения в контрразведывательном управлении полковник Потапов проявил политическую близорукость и вопиющую некомпетентность: встречаясь со своими осведомителями накануне ареста Берии, он позволил себе восхвалить его политическую прозорливость. Шаталин процитировал письмо осведомителя, учившегося в Институте иностранных языков. Я увидел, как побледнело лицо Потапова, услышавшего вопрос Маленкова: „Этот человек здесь?“ Потапов поднялся, но был не в состоянии что-либо сказать. Вмешался И. А. Серов, заявивший, что такие безответственные люди, допускающие антипартийные высказывания, не могут присутствовать на закрытых партсобраниях, и Потапов был выдворен из зала. К его счастью, он не занимал столь высокое положение, чтобы стоило затевать громкое дело, — его уволили из органов с партийным взысканием».

Принимал участие в судьбе находившегося под следствием сына Я. М. Свердлова, сотрудника МГБ СССР полковника А. Я. Свердлова, обвиненного в 1951 году по делу о сионистском заговоре в МГБ, способствовал его восстановлению в МВД и в КПСС, а затем направлению на курсы диссертантов в Академию общественных наук при ЦК КПСС.

## При образовании КГБ СССР
8 февраля 1954 года состоялось заседание Президиума ЦК КПСС, на котором обсуждался вопрос об образовании самостоятельных органов государственной безопасности, отдельных от МВД СССР. Шаталин участвовал в заседании Президиума ЦК КПСС, хотя и не был его членом. При выборе названия органов государственной безопасности остановились на термине «комитет», чтобы не повторять прежнее название МГБ. На должность председателя комитета была предложена кандидатура Серова И.А., который являлся членом команды Хрущева Н.С.
Шаталин Н.Н. выступил против предложенной кандидатуры, пытаясь убедить в этом остальных членов Президиума ЦК КПСС. Маленков Г.М. планировал назначить на эту должность самого Шаталина Н.Н., чтобы иметь лично преданного человека на данной должности и избежать личной ответственности за участие в сталинских репрессиях, в частности в истреблении партийных и советских кадров по так называемому ленинградскому делу. Однако члены Президиума ЦК КПСС Булганин Н.А., Ворошилов К.Е., Каганович Л.М. и другие, хотя и выступили с мягкой критикой Серова Н.А., но в целом его кандидатуру поддержали.
13.03.1954 года указом Президиума Верховного Совета СССР был образован КГБ СССР при Совете министров СССР, председателем которого был назначен Серов Н.А. Поражение в данном вопросе предопределило крах политической карьеры Маленкова Г.М. и Шаталина Н.Н., который и не замедлил наступить в начале 1955 года.

## Отзывы о деятельности
На июньском 1957 года Пленуме ЦК КПСС, осудившем «антипартийную группу», выступил министр иностранных дел СССР А. А. Громыко, который, в частности, сказал:

...если бы взяла руководство в своих руки тройка и их сообщники, то, наверное, опять появилась бы тень Шаталина или какого-либо его эквивалента. А этих людей не нужно учить, как расправляться с кадрами.— цит. по:

## Награды
- 3 ордена Ленина (21.06.1943; 06.11.1945; 16.12.1954)
- орден Октябрьской Революции (16.12.1974)
- орден Отечественной войны I степени (1945)
- орден Трудового Красного Знамени (20.04.1944)